# Генерали или сродство по оружју
„Генерали или сродство по оружју“ је југословенски филм из 1974. године. Режирао га је Љубомир Драшкић, а сценарио је писао Борислав Пекић.

## Улоге
| Глумац                     | Улога |
| -------------------------- | ----- |
| Ђорђе Јелисић              |       |
| Властимир Ђуза Стојиљковић |       |
| Рената Улмански            |       |